# Санта-Фе (Техас)
Санта-Фе (англ. Santa Fe) — місто (англ. city) в США, в окрузі Галвестон штату Техас. Населення — 12 735 осіб (2020).

## Географія
Санта-Фе розташована за координатами 29°23′15″ пн. ш. 95°6′5″ зх. д. / 29.38750° пн. ш. 95.10139° зх. д. (29.387600, -95.101511).  За даними Бюро перепису населення США в 2010 році місто мало площу 44,89 км², з яких 44,39 км² — суходіл та 0,49 км² — водойми.

## Демографія
Згідно з переписом 2010 року, у місті мешкали 12 222 особи в 4583 домогосподарствах у складі 3497 родин. Густота населення становила 272 особи/км².  Було 4957 помешкань (110/км²).
Расовий склад населення:
| - 93,8 % — білих - 0,5 % — корінних американців - 0,5 % — азіатів - 0,4 % — чорних або афроамериканців - 0,1 % — вихідців з тихоокеанських островів - 3,3 % — осіб інших рас |

До двох чи більше рас належало 1,5 %. Частка іспаномовних становила 11,6 % від усіх жителів.
За віковим діапазоном населення розподілялося таким чином: 24,2 % — особи молодші 18 років, 61,5 % — особи у віці 18—64 років, 14,3 % — особи у віці 65 років та старші. Медіана віку мешканця становила 40,5 року. На 100 осіб жіночої статі у місті припадало 99,7 чоловіків;  на 100 жінок у віці від 18 років та старших — 96,8 чоловіків також старших 18 років.
Середній дохід на одне домашнє господарство  становив 80 258 доларів США (медіана — 61 674), а середній дохід на одну сім'ю — 95 318 доларів (медіана — 81 910). Медіана доходів становила 61 627 доларів для чоловіків та 43 839 доларів для жінок. За межею бідності перебувало 8,7 % осіб, у тому числі 12,5 % дітей у віці до 18 років та 3,1 % осіб у віці 65 років та старших.
Цивільне працевлаштоване населення становило 5334 особи. Основні галузі зайнятості: освіта, охорона здоров'я та соціальна допомога — 26,2 %, виробництво — 15,3 %, роздрібна торгівля — 10,6 %, мистецтво, розваги та відпочинок — 7,4 %.